# Leslie Charles Hammond
Leslie Charles Hammond (* 4. März 1905 in Madras; † 26. Juni 1955 in Ballarat) war ein indischer Hockeyspieler, der 1928 und 1932 die olympische Goldmedaille gewann.

## Leben
Der 1,84 m große Leslie Charles Hammond war linker Verteidiger der indischen Nationalmannschaft.
Bei den Olympischen Spielen 1928 in Amsterdam gewann die Mannschaft ihre vier Vorrundenspiele, erzielte 26 Tore und erhielt kein Gegentor. Im Finale siegte die indische Mannschaft mit 3:0 gegen die niederländische Mannschaft. Hammond wurde in zwei Vorrundenbegegnungen und im Finale eingesetzt.
Vier Jahre später war Hammond einer von nur vier Olympiasiegern von 1928, die auch im indischen Aufgebot bei den Olympischen Spielen 1932 in Los Angeles standen. Die indische Mannschaft siegte mit 11:1 gegen Japan und mit 24:1 gegen das Team der Vereinigten Staaten. Hammond wirkte nur im Spiel gegen Japan mit.
Hammond wuchs als eines von sieben Kindern eines Engländers auf. Er besuchte zunächst eine Schule in Masuri und dann in Lucknow. Nach seiner Ausbildung arbeitete er bei der East Indian Railway, für deren Hockeymannschaft er auch spielte. Später wanderte er nach Australien aus. Seine Goldmedaillen von 1928 und 1932 sowie weitere Gegenstände aus seinem Erbe befinden sich im Goldmuseum in Ballarat.